# Копанская
Копанская — станица в Ейском районе Краснодарского края России. Образует Копанское сельское поселение, являясь его административным центром.
Население — 3,9 тыс. жителей (2002).

## География
Станица расположена в южной части Ейского полуострова, в степной зоне, в 50 км юго-восточнее города Ейск. От Ясенского залива Азовского моря станицу отделяет ряд солёных озёр, самое крупное из которых — Ханское.
В 20 км западнее Копанской расположена станица Ясенская, в 20 км восточнее — Новодеревянковская.

## История
Станица основана в 1873 году переселенцами из малоземельных станиц Темрюкского и Екатеринодарского уездов. Название дано по Копанской балке.
Статья из ЭСБЕ:
Копанская — станица Кубанской обл., Ейского отдела; жит. 3512 чел., дворов 489, црк. 2, школа, торгово-промышленных зав. 9, фабрик и зав. 8. У жителей было усовершенствованных плугов 487 и орудий 538, млнц. 21.
В 1894 г. построена Покровская церковь, деревянная, пятиглавая, «весьма поместительная». Стоимость здания составила 60 тыс. рублей, иконостаса — 14 тыс. рублей. В 1931 году церковь сожгли, в 1982 году восстановили.
Недалеко от станицы Копанской располагается Ханское озеро (еще его называли Татарским). Долгое время местные жители добывали из него соль. Затем на дне Ханского озера нашли редкую лечебную грязь.
Во время Гражданской войны Копанская стала одной из пяти станиц, которые положили начало Белому движению на Кубани.

## Население
| 2002  | 2010  | 2012  | 2013  | 2014  | 2015  |
| ----- | ----- | ----- | ----- | ----- | ----- |
| 3957  | ↗3965 | ↘3923 | ↘3866 | ↘3802 | ↘3734 |
| 2016  | 2017  | 2018  | 2019  | 2020  | 2021  |
| ↘3702 | ↘3666 | ↘3634 | ↘3602 | ↘3592 | ↗3610 |
| 2023  |       |       |       |       |       |
| ↘3599 |       |       |       |       |       |